# 青逸軒
青逸軒（英語：Easeful Court）是香港一個出租公共屋邨，位於新界青衣島北面近長安邨，前往港鐵青衣站只需約十分鐘左右，由何顯毅建築師事務所設計，於2003年開始入伙。現由華潤集團負責管理。

## 簡介
青逸軒原屬私人參建居屋，位置原屬於青安臨時房屋區，清拆後由華潤集團以寶灝有限公司名義，投得地皮及按照私人參建居屋規格設計及興建，按當時的賣地條款樓宇落成後要以賣地條款內所訂定之指定價格回售給香港房屋委員會作私人參建居屋之用，但因香港特別行政區政府實施暫停出售居屋的政策，房委會購入此私人參建居屋項目後，按停售居屋的政策下，改為出租公共屋邨編配予合資格公屋申請人，項目於2003年入伙，因本邨原屬私人參建居屋，與其他同區的屋邨相比下，租金較其他出租公屋昂貴（多為10%）。
青逸軒鄰近港鐵青衣站及長安巴士總站。

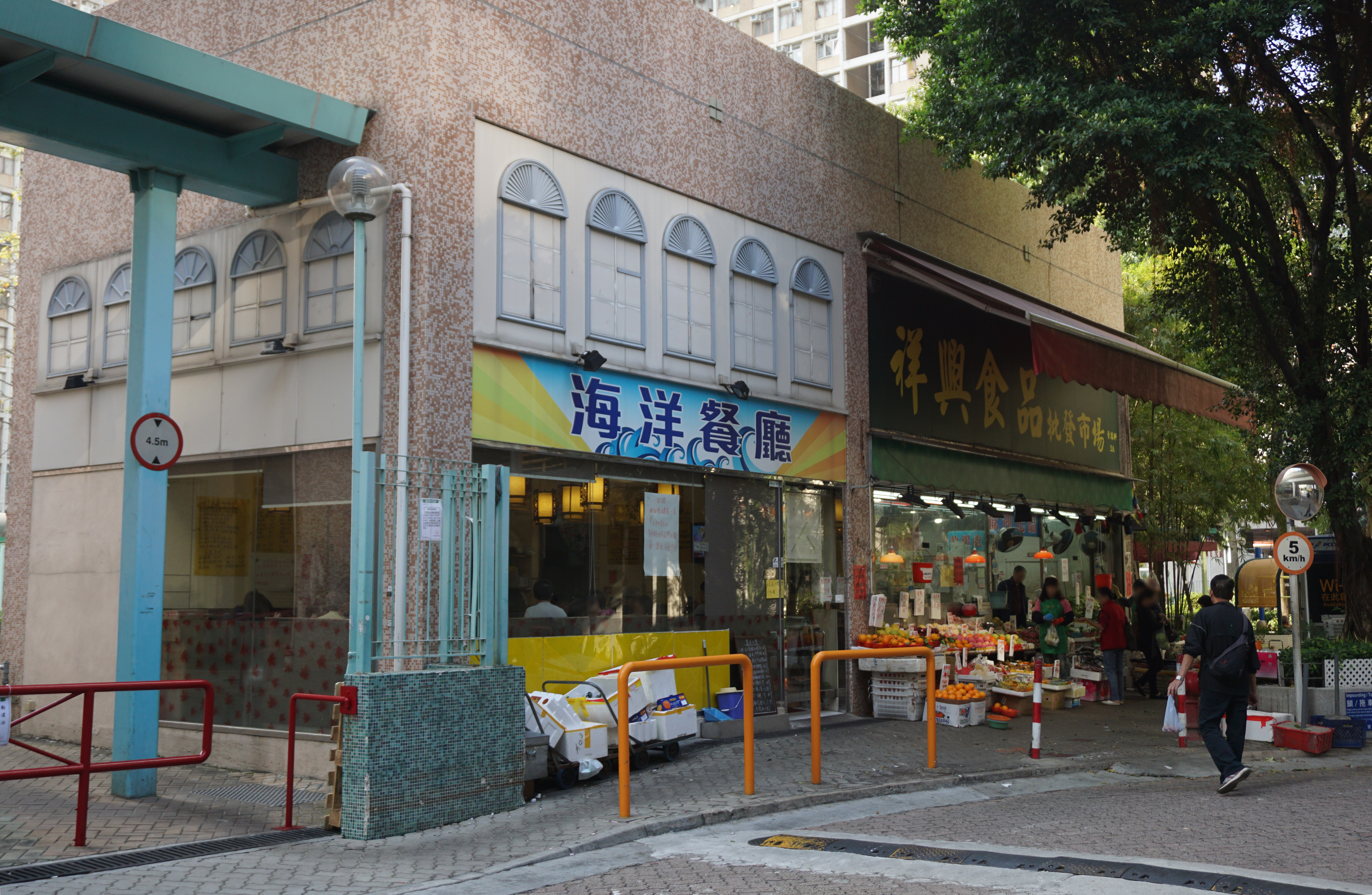
地面商店
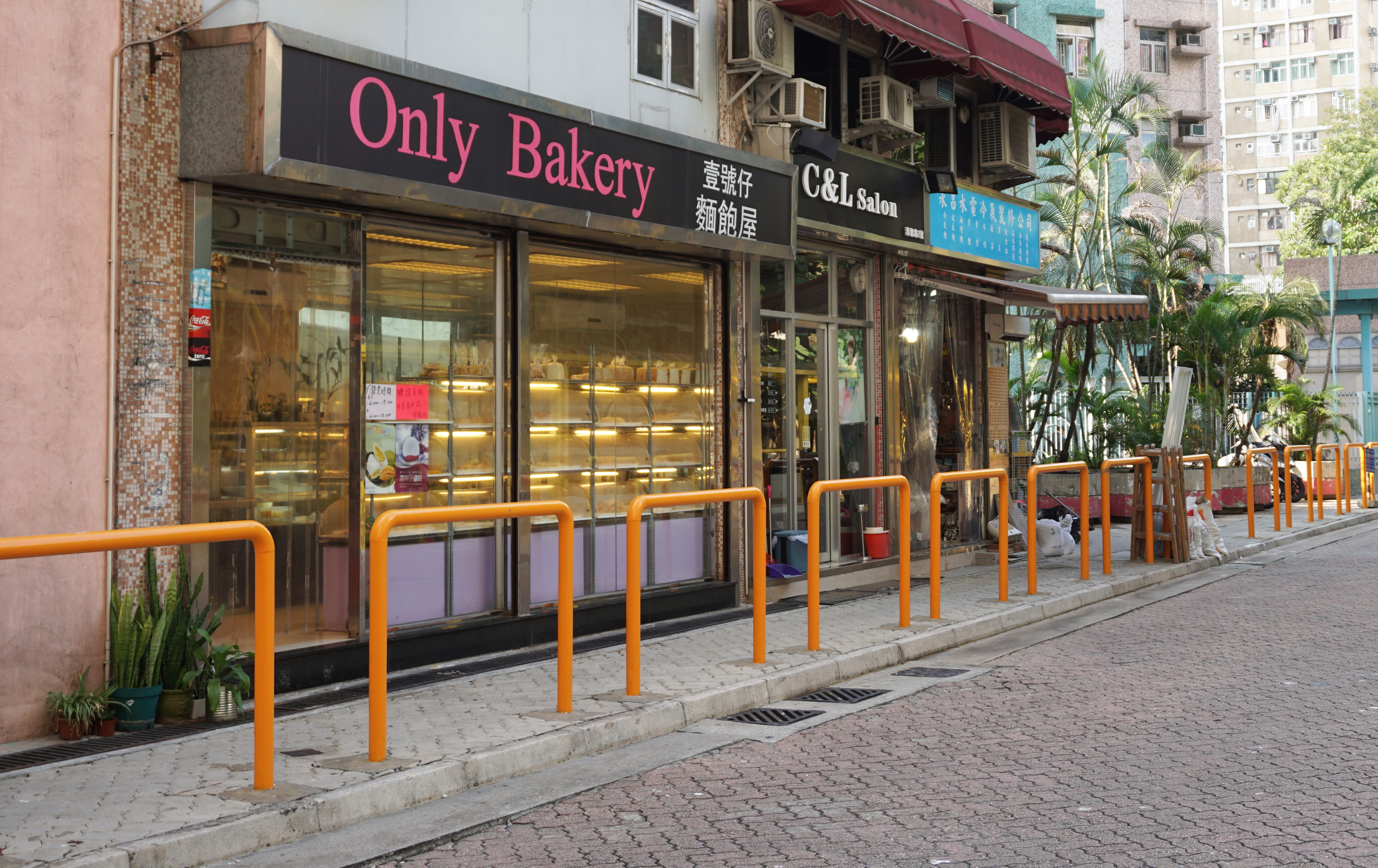
地面商店（2）

## 屋邨資料

### 樓宇
| 樓宇座號 | 門牌號碼  | 樓宇類型                        | 落成年份 | 層數 | 每層伙數 | 單位數目（伙） | 建築師             | 提供升降機的廠商 |
| -------- | --------- | ------------------------------- | -------- | ---- | -------- | -------------- | ------------------ | ---------------- |
| 第1座    | 青敬路2號 | 私人參建居屋設計 （十字井型）   | 2003年   | 36   | 10       | 360            | 何顯毅建築師事務所 | LG               |
| 第2座    | 青敬路2號 | 私人參建居屋設計 （單向式一字） | 2003年   | 25   | 6        | 150            | 何顯毅建築師事務所 | LG               |

## 外部連結
- 房屋署青逸軒資料 （页面存档备份，存于）